# District de Taolanaro
Taolanaro est l'un des districts de la région d'Anosy, situé dans le Sud-Est de Madagascar.